# Sister Tomorrow -Still I Miss You-
「Sister Tomorrow -Still I Miss You-」(シスター トゥモロー スティル アイ ミス ユー)は、UP-BEATの13枚目のシングルである。

## 解説
- PV(『Paradise? 〜Real Beat Scene7〜』に収録)に中村獅童がエキストラ(通りがかりの若者)として出演している。[2]
- カップリング曲「So Bad,So Good」はアルバム未収録。

## 収録曲
| 全作詞: 広石武彦、全作曲: 広石武彦・UP-BEAT、全編曲: UP-BEAT・ホッピー神山。 |                                        |          |                   |      |
| #                                                                            | タイトル                               | 作詞     | 作曲・編曲        | 時間 |
| 1.                                                                           | 「Sister Tomorrow -Still I Miss You-」 | 広石武彦 | 広石武彦・UP-BEAT | 6:13 |
| 2.                                                                           | 「So Bad,So Good」                     | 広石武彦 | 広石武彦・UP-BEAT | 4:46 |